# Thionia brevifrons
Thionia brevifrons är en insektsart som beskrevs av Schmidt 1910. Thionia brevifrons ingår i släktet Thionia och familjen sköldstritar. Inga underarter finns listade i Catalogue of Life.